# Bảo tàng Tử đạo Đại Ba Lan - Pháo đài VII
Bảo tàng Tử đạo Đại Ba Lan - Pháo đài VII (tiếng Ba Lan: Muzeum Martyrologii Wielkopolan – Fort VII) là một bảo tàng tọa lạc tại Ngõ Ba Lan, Poznań, Ba Lan. Bảo tàng là một chi nhánh của Bảo tàng Độc lập Wielkopolska. Phương châm hoạt động của Bảo tàng là thu thập và giới thiệu các hiện vật và kỷ vật ghi lại sự tử đạo của người Ba Lan trong thời kỳ Đức chiếm đóng Ba Lan.

## Lịch sử
Năm 1963, nhờ nỗ lực của Stanisław Gębczyński, Phòng Tưởng niệm Quốc gia được thành lập, chỉ mở cửa vào dịp Lễ Các Thánh và tháng 4 (Tháng Tưởng niệm Quốc gia). Ngày 31 tháng 8 năm 1979, Bảo tàng Tử đạo Đại Ba Lan được thành lập. Trụ sở của Bảo tàng là một trong mười tám pháo đài của Pháo đài Poznań (hoàn thành vào năm 1880). Trong Chiến tranh thế giới thứ hai, địa điểm này từng là trại tử thần của Đức Quốc xã.
Bảo tàng Tử đạo Đại Ba Lan - Pháo đài VII đã được đưa vào danh sách các bảo tàng được lưu giữ bởi Bộ trưởng Bộ Văn hóa và Bảo vệ di sản quốc gia, theo số A.5b của Đạo luật ngày 21 tháng 11 năm 1996 về bảo tàng.

## Triển lãm
Bộ sưu tập của Bảo tàng Tử đạo Đại Ba Lan - Pháo đài VII hiện đang chủ yếu bao gồm thư từ trong trại, vật dụng hàng ngày, ảnh, tài liệu của tù nhân, và các thứ khác. Cuộc triển lãm đi kèm với các tấm bảng tưởng niệm được đặt trên các bức tường của pháo đài để tưởng nhớ các nạn nhân của trại.